# Árpád Doppler

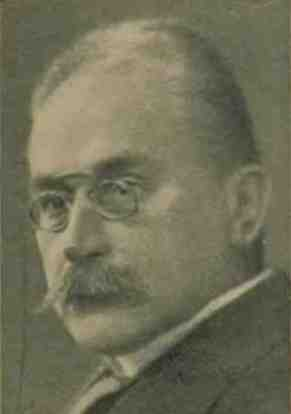
Árpád Doppler, 1912

Árpád Doppler (* 5. Juni 1857 in Pest; † 13. August 1927 in Stuttgart) war ein ungarisch-deutscher Komponist.

## Leben
Der Sohn von Karl Doppler studierte an dem Königlichen Konservatorium für Musik in Stuttgart. Von 1880 bis 1883 war er Lehrer am Grand Conservatory in New York City, danach Professor am Königlichen Konservatorium für Musik in Stuttgart. Ab 1889 war er außerdem Chordirektor und funktionierender Musikdirektor am Königlichen Hoftheater zu Stuttgart.
Er komponierte mehrere Orchesterwerke, Kammermusikstücke für Klavier, Chöre und Lieder sowie die Oper Haligula (1891). Sein Kompositionsstil erinnert zeitweise an Edvard Grieg.
Seine Schwester Olga Doppler-Alsen war eine Theaterschauspielerin. Harry Alsen, ebenfalls Theaterschauspieler, der mit ihr verheiratet war sein Schwager.